# Ancient Woods
Ancient Woods – pierwsze demo projektu muzycznego Eternal Fear zarejestrowane przez Nerthona w zaodrzańskim studiu nagraniowym w Oławie. Wydane przez Warhagan Records na kasecie magnetofonowej w 1995 oraz na płycie winylowej przez fińską wytwórnie Livor Mortis w 2021 roku.

## Lista utworów
Opracowano na podstawie materiału źródłowego
1. „Hymn of Forgotten Woods” – 04:59
2. „Hymn of Rites” – 03:27
3. „Hymn of Sorrow” – 02:01
4. „Hymn of Battle and Blood” – 04:12
5. „Hymn of Revenge” – 02:07
6. „Hymn of Forests” – 06:97
7. „The Time of Revenge” – 01:42
8. „The Past” – 04:78
9. „The Celtic History” – 03:62

## Twórca
Opracowano na podstawie materiału źródłowego.
Eternal Fear w składzie
- Bartosz „Nerthon” Źrebiec – syntezator

Wsparcie i pomoc techniczna
- Rothaz

Produkcja
- Bartosz Źrebiec – miksowanie